# Ihiala
Ihiala este un oraș din sudul statului Anambra, Nigeria.